# Rhamphochromis esox
Rhamphochromis esox es una especie de peces de la familia Cichlidae en el orden de los Perciformes.

## Morfología
Los machos pueden llegar alcanzar los 42 cm de longitud total.

## Distribución geográfica
Se encuentran en África: lago Malawi.